# Brittiskt medborgarskap

Storbritanniens pass som landets medborgare kan ansöka om

Brittiskt medborgarskap är den lagliga förbindelsen mellan en privatperson och kungariket Storbritannien. Staten följer ius sanguinis-principet. 

## Medborgarskap genom födelse
Tills 1983 fick alla som var födda i Storbritannien landets medborgarskap enligt ius soli-princip. En person räknas som en infödd brittisk medborgare om åtminstone en av hans eller hennes förälder har medborgarskapet eller permanent underhållstillstånd vid barnets födelse.

## Medborgarskap genom ansökan
Man kan få brittiskt medborgarskap genom ansökan om man fyller följande krav:
- har varit bosatt i Storbritannien för åtminstone 5 år
- har haft permanent underhållstillstånd för åtminstone ett år
- har inte spenderat 450 dagar utanför Storbritannien under de 5 år, och 90 dagar under det sista året
- är åtminstone 18 år gammal
- kan tala antingen engelska, skotsk gaeliska eller kymriska
- har visat viljan att bo i Storbritannien också i framtiden
- har avklarat ett medborgarskapsprov
- har gott rykte om sig

En person som är gift med en brittisk medborgare kan ansöka medborgarskapet då han eller hon har bott i landet för åtminstone tre år.

## Dubbelt medborgarskap
Storbritannien erkänner dubbelt medborgarskap.